# Esponellà

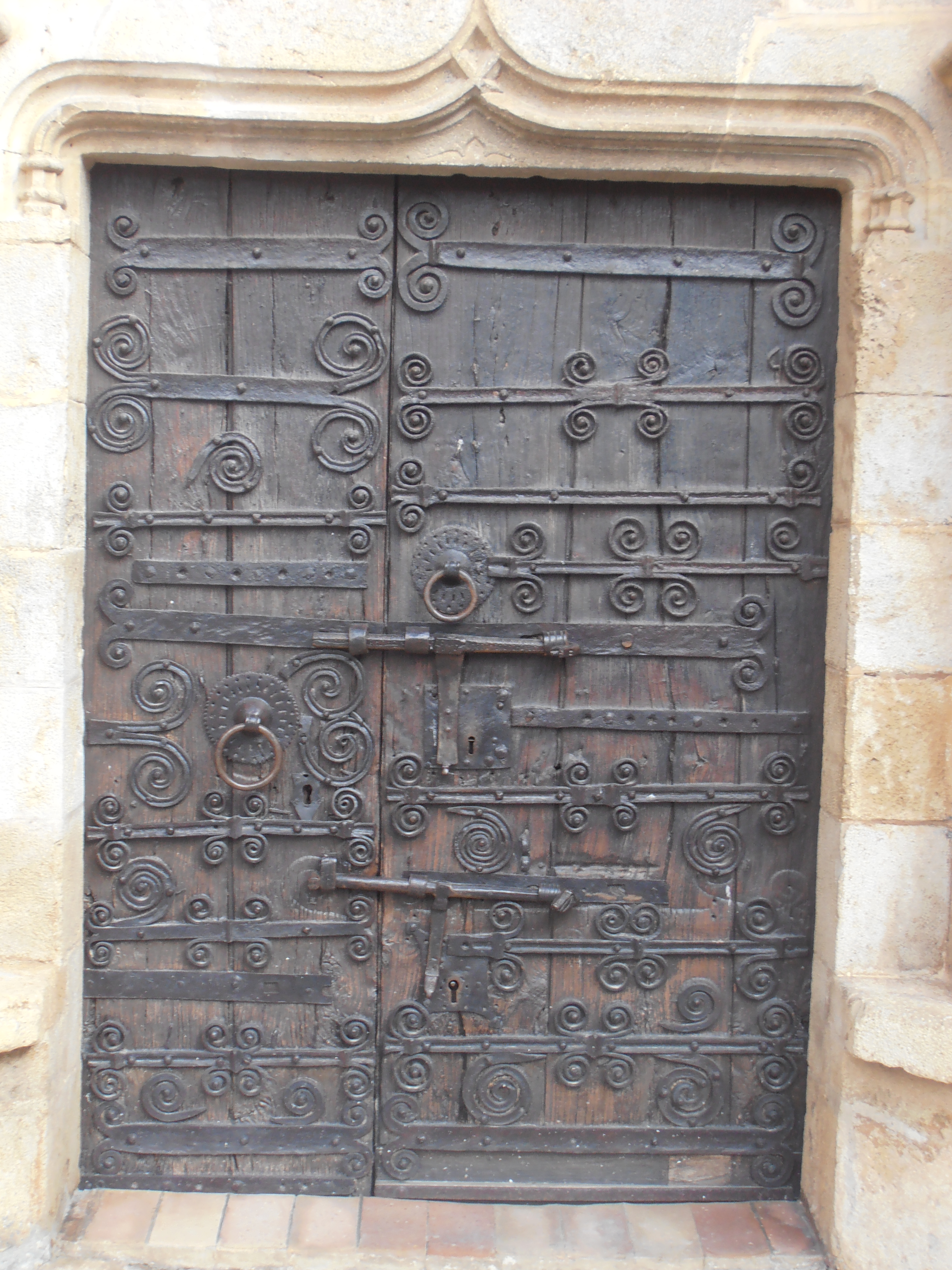
Porta ferrada de l'església parroquial d'Esponellà

Esponellà és un municipi empordanès adscrit a la comarca del Pla de l'Estany a la riba del riu Fluvià.

## Geografia
- Llista de topònims d'Esponellà (Orografia: muntanyes, serres, collades, indrets…; hidrografia: rius, fonts...; edificis: cases, masies, esglésies, etc.).

| Entitat de població    | Habitants (2023) |
| Esponellà              | 153              |
| Veïnat de Martís       | 94               |
| Centenys               | 55               |
| les Anglades           | 42               |
| Veïnat de Borrell      | 31               |
| Vilert                 | 30               |
| Veïnat de les Caselles | 26               |
| Veïnat de Brunsó       | 25               |
| Veïnat de Batllori     | 21               |
| Font: Idescat          |                  |

El terme municipal d'Esponellà, d'una extensió de 16,26 km és a la riba dreta del Fluvià, riu que fa de límit septentrional del terme amb el municipi de Crespià. El sector meridional és accidentat pels contraforts nord-orientals de les serres de Sant Patllari i del Ginestar. El límit occidental del municipi ressegueix el camí que de Banyoles va a Dosquers, a ponent del qual hi ha el terme de Serinyà. El límit meridional amb Fontcoberta passa pel torrent de Centenys que s'uneix amb la riera de la Farga; a l'aiguabarreig de les dues rieres comença el límit termenal de llevant amb Vilademuls que, més al nord, passa Ca n'Aiats, fins a arribar vora el mas de la Plana, on el límit del terme d'Esponellà torç vers l'oest travessant el Fluvià i encloent una petita part de la plana de la vorera esquerra del Fluvià, que enclou algunes masies, entre les quals la Torre, Can Ballard, Mas dels Planells, Mas Secret, Can Carreter del Pi i Can Bosquera, així com el veïnat que les aplega anomenat de les Caselles.
El municipi és drenat pel Fluvià i pel seu afluent i el Rec d'Espolla, que més avall, entre els termes de Porqueres i Fontcoberta, neix al Clot d'Espolla, d'origen tectònic. Comprèn, a part el cap de municipi, Esponellà, els pobles de Centenys i Vilert (anteriorment municipis independents, agregats a Esponellà el 1846), i els veïnats de Batllori, Martís, les Caselles i les Anglades. Esponellà és bastant ben comunicat, per tal com hi passa la carretera local de Navata a Banyoles i al poble mateix d'Esponellà s'inicia la que duu a Bàscara, on pot enllaçar amb la Carretera Nacional II de Barcelona a la Jonquera i l'autopista AP-7.

## Història
El cap del municipi, el poble d'Esponellà, (142 m alt.) és a la part septentrional del terme, vora la riba dreta del Fluvià. La seva església parroquial és dedicada a Sant Cebrià. El lloc i l'església ja són documentats l'any 921. Aquest document parla d'un judici o mall celebrat dins l'església parroquial (Sancti Cipriani... basilica in villa Espondiliano), al qual assistiren les més altes dignitats del comtat de Besalú: el comte Miró II de Cerdanya, acompanyats dels vescomtes Seguer i Ènnec, el bisbe Guigó de Girona, i molts altres notables i prohoms. El judici tractava del reconeixement, a favor del bisbe, de l'honor de Bàscara, que els testimonis juraren damunt les relíquies de l'altar de Sant Cebrià.
D'origen romànic, va ser modificada als segles xv i xvi amb elements de caràcter ogival. Reforma atribuïble als Corbera, almenys la de la façana, on hi ha el seu escut d'armes. Conserva encara l'absis semicircular primitiu sobrealçat. S'hi conserven dues escultures de la Mare de Déu, una de fusta i l'altra d'alabastre, del segle xiv. El monestir de Sant Vicenç de Besalú posseí algunes terres a la parròquia d'Esponellà, que li foren donades pel comte Bernat Tallaferro l'any 1000, entre les quals es destaca el mas Grimau (a Spondiliano) amb totes les seves pertinences.
També a Esponellà hi ha algunes cases pairals grans, les famílies de les quals han donat personatges d'interès, com els Girgós, que donaren un abat de Vilabertran (1410-31), un canonge de Girona el segle xvi, un prior de Finestres. Emparentats amb els Girgós hi ha els Tria o Tries i els Martís.
Parlar d'Esponellà significa una necessària menció del seu pont sobre el Fluvià. El pont d'Esponellà és modern en el sentit que no té res a veure amb un suposat pont romà que servís l'estrada romana interior. La primera notícia certa de l'ús del pont la tenim de la senyora del lloc, Sibil·la de Vilademuls, la qual, el 1392, n'autoritzava la construcció i, un cop acabat, imposava el dret de pontatge, exceptuant-ne els veïns d'Esponellà i els de Porqueres i Merlant, ja que tots ells havien treballat i contribuït a la construcció del pont. Que fou una obra extraordinària per aquells temps, ens ho diuen les seves característiques: 16 m d'alçada sobre les aigües i 156 m de llargada sobre sis arcades semicirculars, la central més gran que les altres. Moltes pedres tallades porten encara, els senyals dels diversos picapedrers que hi treballaren.
És evident que és una obra de tanta envergadura fou testimoni mut dels alts i baixos de la història comarcal. Amb motiu de la Guerra Gran, el marquès de Las Amarillas donà ordre de volar-lo, per tal d'impedir el pas de les tropes franceses. Malgrat de l'oposició de la gent d'Esponellà, el pont era inutilitzat enderrocant-ne l'arcada central, que romangué en aquest estat fins al començament del segle xx, quan la Diputació de Girona n'emprengué la restauració gràcies a la campanya que feren l'il·lustre historiador Joaquim Botet i Sisó i el propietari de Crespià Pere Ordis i Bonal. Encara fou volat el 1939, però fou restaurat aquell mateix any.

## Demografia
El primer cens de vers el 1380 assenyalava 24 focs a Esponellà, 12 dels quals eren eclesiàstics, 10 de ciutadans i 2 d'aloers. El 1553 hi havia 73 focs. El cens del 1787 comptabilitza un poblament de 468 habitants. El 1860 n'hi havia 995, dels quals 34 famílies habitaven al cap de municipi, 37 al veïnat de les Anglades, 25 al poble de Batllori, 14 al veïnat de les Caselles, 28 a Martís, 19 a Centenys i 34 a Vilert. A la primera meitat del segle xx, es nota una lleugera davallada, amb 759 habitants, i va baixant progressivament a 710 el 1930, 599 el 1960, 499 el 1970 i el cens de 1998 compta 392 habitants.
| 1497 | 1515 | 1553 | 1787 | 1887 | 1900 | 1920 | 1950 | 1970 | 2010 | 2024 |
| 72   | 70   | 73   | 468  | 727  | 759  | 700  | 696  | 499  | 461  | 438  |

## Agricultura
La part accidentada del terme és coberta de boscs de pinedes i alzinars. L'agricultura és de secà, ja que l'orografia fa difícil l'aprofitament de les aigües del Fluvià. Es produeixen cereals, farratges i encara hi ha alguns olivets, mentre que les vinyes s'han perdut quasi totalment. Hi ha granges de bestiar estabulat boví i porcí.